# Erethistoides
Erethistoides is een geslacht van straalvinnige vissen uit de familie van de zuigmeervallen (Erethistidae).

## Soorten
- Erethistoides ascita Ng & Edds, 2005
- Erethistoides cavatura Ng & Edds, 2005
- Erethistoides infuscatus Ng, 2006
- Erethistoides longispinis Ng, Ferraris & Neely, 2012
- Erethistoides luteolus Ng, Ferraris & Neely, 2012
- Erethistoides montana Hora, 1950
- Erethistoides pipri Hora, 1950
- Erethistoides senkhiensis Tamang, Chaudhry & Choudhury, 2008
- Erethistoides sicula Ng, 2005
- Erethistoides vesculus Ng, Ferraris & Neely, 2012